# Reakcja egzoenergetyczna
Reakcja egzoenergetyczna – reakcja chemiczna lub jądrowa, w wyniku której wyzwala się do otoczenia energia w dowolnej postaci. Np. efektem egzoenergetycznej reakcji elektrolitycznej, która zachodzi w ogniwie galwanicznym, jest generowanie energii w postaci siły elektromotorycznej. Reakcji egzoenergetycznej nie należy mylić z reakcją egzotermiczną, która może, lecz nie musi być procesem egzoenergetycznym (nie będzie nim, jeśli praca sił zewnętrznych  przewyższy ciepło oddane przez układ do otoczenia, co wynika z pierwszej zasady termodynamiki).
Odwrotnością reakcji egzoenergetycznej jest reakcja endoenergetyczna.